# Toutes les femmes en moi
Toutes les femmes en moi — восьмий студійний та шостий франкомовний альбом канадо-бельгійської поп-співачки Лари Фабіан. У Франції альбом вийшов 25 травня 2009.

## Список композицій
1. «Soleil soleil» (Нана Мускурі)
2. «J'ai 12 ans» (Diane Dufresne)
3. «Amoureuse» (Véronique Sanson)
4. «Göttingen» (Barbara)
5. «Il venait d'avoir 18 ans» (Даліда)
6. «Mamy Blue» (Nicoletta)
7. «Une femme avec toi» (Nicole Croisille)
8. «Ça casse» (Maurane)
9. «L'amour existe encore» (Селін Діон)
10. «Message personnel» (Франсуаза Арді)
11. «Toutes les femmes en moi» (Inédit)
12. «Nuit magique» (Catherine Lara)
13. «L'hymne à l'amour» (Едіт Піаф)
14. «Babacar» (Франс Галль) (бонусний трек онлайн-видання)

## Чарти
| Чарт (2009)                     | Місце |
| ------------------------------- | ----- |
| Belgian Albums Chart (Фландрія) | 60    |
| Belgian Albums Chart (Валлонія) | 1     |
| Canadian Albums Chart           | 25    |
| Russian Albums Chart            | 5     |
| French Albums Chart             | 3     |
| Swiss Hitparade                 | 41    |

## Продажі
| Країна        | Сертифікація (таблиця продажів та сертифікатів) | Продажі |
| ------------- | ----------------------------------------------- | ------- |
| Бельгія (BEA) | Платина                                         | +30,000 |